# Anfilóquio de Icônio

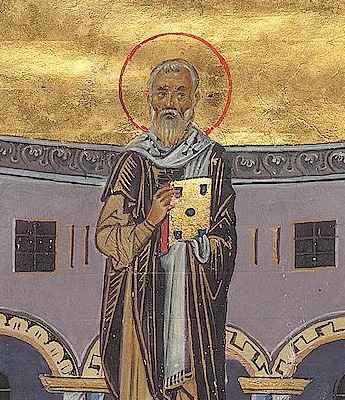
Iluminura de Anfilóquio de Icônio.
c. 985, no Menológio de Basílio II.

Anfilóquio de Icônio (em grego:  Ἀµφιλόχιος Ἰκονίου) foi um bispo cristão do século IV, filho de uma família de alguma distinção na Capadócia, nascido talvez na Cesareia em ca. 339 ou 340. Morreu provavelmente entre 394 e 403 Seu pai Anfilóquio era um eminente advogado e sua mãe Lívia era uma pessoal admirável por sua gentileza e sabedoria.

## Vida e obras
Ele era provavelmente primo de primeiro grau de Gregório de Nazianzo e foi criado na atmosfera incomum da aristocracia cristã de sua província natal. Ele estudou direito, praticou em Constantinopla, mas logo se aposentou para levar uma vida religiosa próxima aos seu amigo e parente, o teólogo de Nazianzo.
Ele logo foi atraído para o círculo de influência de Basílio de Cesareia e parece ter sido por um tempo membro do grupo cristão fundado por Basílio em Cesareia, "Cidade dos pobres".
No início de 374 ele era bispo da importante sé de Icônio, provavelmente colocado ali por Basílio, a quem ele continuaria a ajudar nos assuntos da Igreja até a sua morte em 379.
Dali para diante, ele manteve relações muito próximas com Gregório de Nazianzo e o acompanhou ao Concílio de Constantinopla (em 381), onde Jerônimo o conheceu e conversou com ele (segundo a obra De Viris Illustribus, no cap. 133).
Na história da teologia, ele ocupa um lugar proeminente por sua defesa da divindade do Espírito Santo contra os macedonianos. Foi para ele que Basílio dedicou sua obra "Sobre o Espírito Santo". Ele escreveu um trabalho de mesmo nome, hoje perdido. Nós sabemos, entretanto, que ele o leu para Jerônimo quando se encontraram em Constantinopla.
Sua atitude em relação ao arianismo pode ser ilustrada pela conhecida tirada durante a sua audiência com Teodósio II e seu filho, Arcádio. Quando o imperador retrucou-o por ignorar a presença de seu filho, ele o lembrou que o Senhor do universo abominava aqueles que eram ingratos com o Seu Filho, seu Salvador e Benfeitor.
Ele foi muito energético contra os euquitas e contribuiu para extirpá-los. Seus contemporâneos o tinham em alta estima como teólogo e como um escritor erudito. Para não falar de seus admiradores e amigos já mencionados, Jerônimo afirma, sobre a "tríade da Capadócia" (Basílio, Gregório e Anfilóquio), que "eles se dedicam aos seus livros com as lições e frases dos filósofos com tanta dedicação que é impossível distinguir o que devemos admirar mais, sua erudição secular ou o seu conhecimento das escrituras".

## Obras e influência
Na próxima geração, Teodoreto o descreveu de maneira bastante elogiosa e ele foi citado por concílios até pelo menos 787. Seu único texto sobrevivente genuíno é, segundo Bardenhewer, a "Epistola Synodica", uma carta contra a heresia macedônica em nome dos bispos da Licônia e provavelmente endereçada aos bispos da Lícia, publicada por Combefisius. O espúrio "Iambics to Seleucus" oferece um catálogo inicial e importante sobre os escritos canônicos. Outros fragmentos espúrios, atualmente sob seu nome, foram retirados de discursos sobre as escrituras, cargas dogmáticas e outros escritos controversos.